# Eisenkraut-Salbei
Der Eisenkraut-Salbei (Salvia verbenaca) ist eine Pflanzenart aus der Gattung Salbei (Salvia) in der Familie der Lippenblütler (Lamiaceae). Die Art ist sehr formenreich.

## Beschreibung

### Vegetative Merkmale
Der Eisenkraut-Salbei ist eine ausdauernde krautige Pflanze, die Wuchshöhen von 10 bis 80 Zentimeter erreicht. Sie ist nur oben mehr oder weniger stark drüsig behaart. Der Stängel ist aufrecht und einfach oder verzweigt. Die Blätter sind schmutzig grün und an der Oberseite runzelig. Die unteren Blätter sind in einer grundständigen Rosette angeordnet, lang gestielt, länglich bis eiförmig, mehr oder weniger stark gelappt bis fiederteilig, grob gekerbt und messen 5 bis 10 × 2 bis 4 Zentimeter. Die Stängelblätter sind gegenständig und mehr oder weniger sitzend.

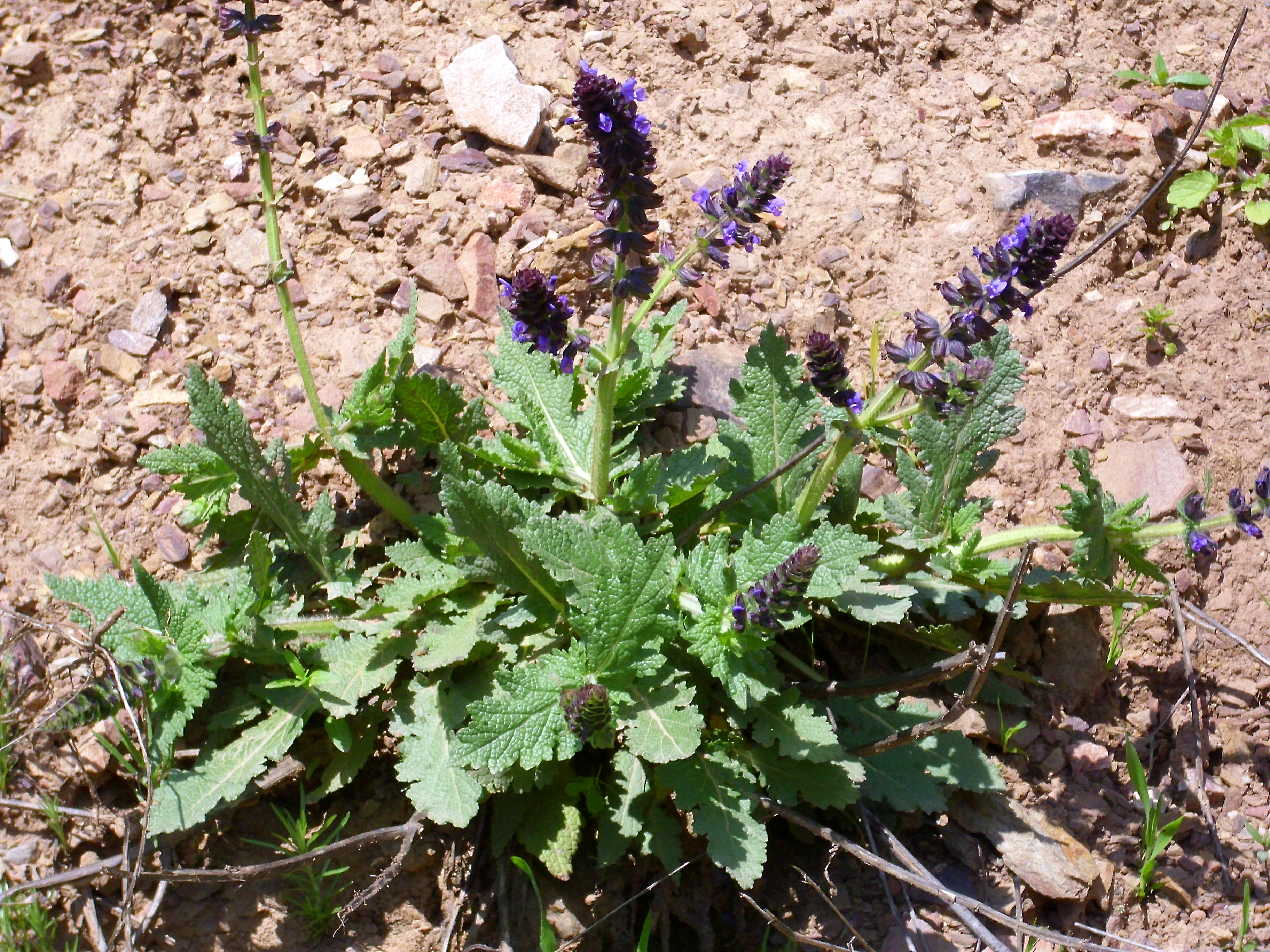
Eisenkraut-Salbei (Salvia verbenaca)

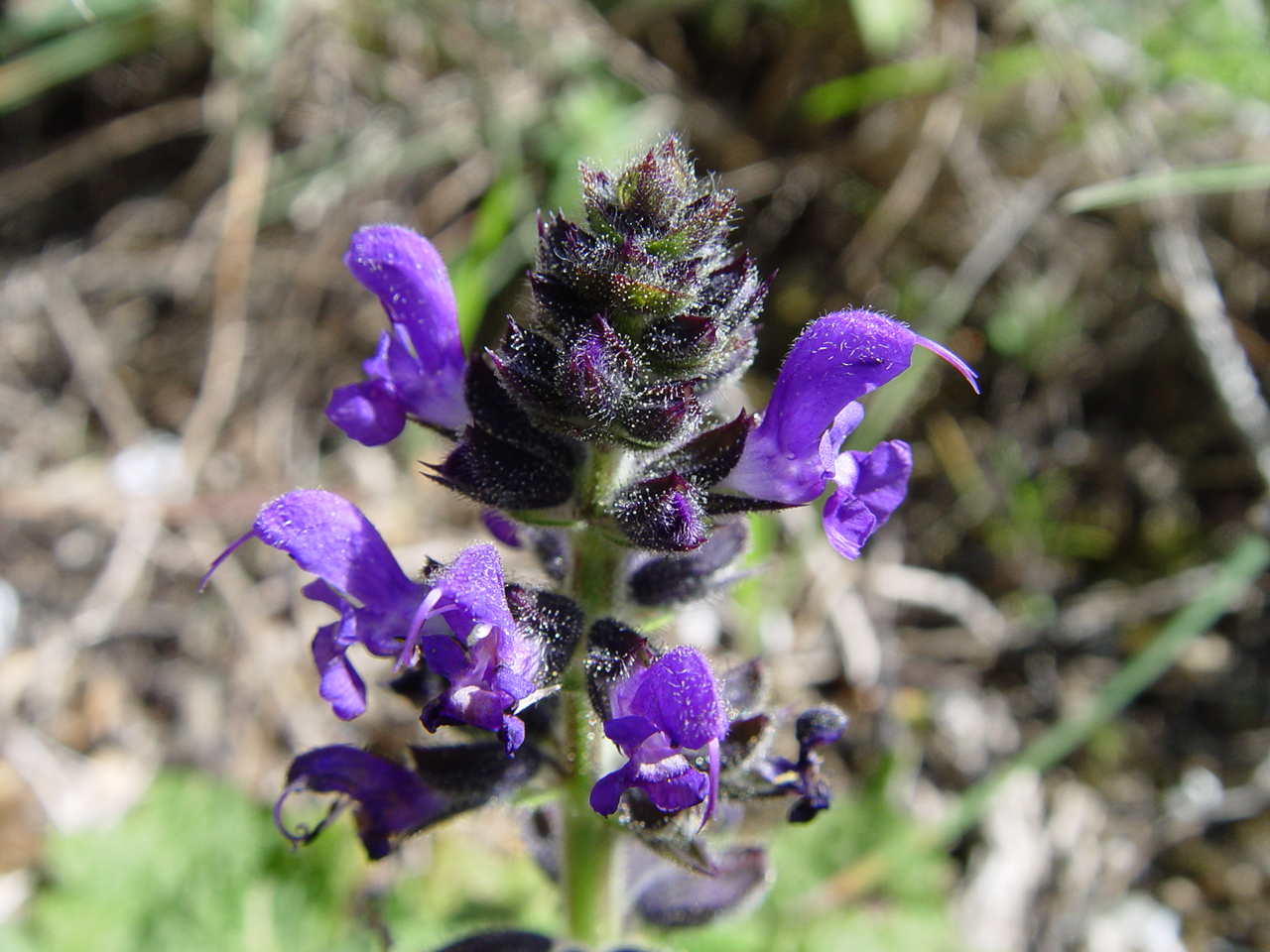
Blütenstand

### Generative Merkmale
Der lockere oder dichte, oft verzweigte, endständige und ährige Blütenstand besteht aus vier- bis zehnblütigen Scheinquirlen. Die Tragblätter sind grün, eiförmig, spitz und haben eine Länge von 6 Millimeter. Die zwittrigen Blüten sind zygomorph und fünfzählig mit doppelter Blütenhülle. Die Blüten sind deutlich gestielt. Der Kelch ist glockig, weiß behaart, zur Blütezeit 6 bis 7, zur Fruchtzeit und 8 bis 10 Millimeter lang. Die Krone ist zweilippig, violett, selten auch bläulich oder rosa gefärbt und hat eine Länge von 6 bis 15 Millimeter. Sie bleibt manchmal geschlossen. Die Oberlippe ist mehr oder weniger gerade oder schwach gekrümmt und außen behaart. Die Unterlippe ist dreilappig, 4 bis 8 Millimeter lang und hat aufgerichtete Seitenlappen. Es sind zwei Staubblätter vorhanden. Die Konnektivoberschenkel sind 3 bis 7 Millimeter lang.  Die Klausen sind fast linsenförmig abgeflacht, etwa 3 Millimeter lang, glänzend schwarzbraun und verschleimen bei Feuchtigkeit stark. Die Blütezeit ist von Mai bis September.

### Chromosomenzahl
Die Chromosomenzahl beträgt 2n = 42, 54, 59, 60 oder 64.

## Ökologie
Neben Blüten, die von Hummeln bestäubt werden, bildet der Eisenkraut-Salbei im Herbst kleinere Blüten, die sich regelmäßig selbst bestäuben.

## Vorkommen
Der Eisenkraut-Salbei ist in Makaronesien, im Mittelmeerraum bis zum Kaukasus  und in Westeuropa verbreitet. Am Alpensüdfuß kommt er sehr selten vor. Er ist in Mitteleuropa wie auch in Nord- und Südamerika ein Neophyt.
Der Eisenkraut-Salbei kommt auf trockenen Wiesen und auf Brachland vor. Er gedeiht am besten auf trockenen, steinig-lockeren, Lehmböden und bei warmen Klima.
Die ökologischen Zeigerwerte nach Landolt et al. 2010 sind in der Schweiz: Feuchtezahl F = 1+w (trocken aber mäßig wechselnd), Lichtzahl L = 4 (hell), Reaktionszahl R = 3 (schwach sauer bis neutral), Temperaturzahl T = 4+ (warm-kollin), Nährstoffzahl N = 2 (nährstoffarm), Kontinentalitätszahl K = 2 (subozeanisch).

## Belege
- Ehrentraud Bayer, Karl Peter Buttler, Xaver Finkenzeller, Jürke Grau: Pflanzen des Mittelmeerraums (= Steinbachs Naturführer. Band 17). Mosaik, München 1987, ISBN 3-570-01347-2.